# 武田裕光
武田 裕光（たけだ ひろみつ、7月3日 - ）は日本の俳優、YouTuber

## 人物・特徴
- 血液型A型。
- 身長180cm。体重62kg。
- 趣味はサッカー、バスケットボール、映画鑑賞、写真、模型（プラモデル)、読書、旅。
- 特技は殺陣、居合道。
- 2007年に3ヶ月間韓国・延世大学語学堂に留学。
- 実家がお寺である。
- 吉本興業・俳優部に所属

## 出演

### 映画
- ヘアスタイル〜マッシュルーム（2004年_監督:宮野雅之） 平野役
- 9/10 ジュウブンノキュウ（2006年_監督:東條政利）武田秀利役
- 飛龍炎昇（2007年_監督:勝山慎司）
- ピューと吹く!ジャガー THE MOVIE（2008年_監督:マッコイ斉藤） スペツナズ 役
- YOUR SOUND（2008年度ショートショートフィルムフェスティバル、オーディエンスアワード受賞作品_監督:奥田寛）
- 炎のように蝶のように（英語版）/原題:불꽃처럼 나비처럼（2009年_監督:キム・ヨンギュン）浪人役
- 東京タクシー/原題:도쿄택시 （2009年_日韓合作_監督:キム・テシク）ベース役
- 太平洋の奇跡 -フォックスと呼ばれた男-（2011年_監督:平山秀幸）
- バトル・オーシャン 海上決戦/原題:명량（2014年_監督:キム・ハンミン）日本兵役
- RUN SEOUL RUN（2014年_監督:小鹿敬司）主演 カズ役
- 隻眼の虎（英語版）/原題:대호（2015年_監督:パク・フンジョン）前園副官役
- 空と風と星の詩人 ～尹東柱の生涯～（英語版）/原題:동주（2015年_監督:イ・ジュニク）看守長役
- 愛を歌う花/原題:해어화（2016年_監督:パク・フンシク）憲兵将校役
- アイアムアヒーロー（2016年_監督:佐藤信介）カスガ役
- 密偵/原題:밀정（2016年_監督:キム・ジウン）タケダ役
- STOP/原題:스톱（2016年_監督:キム・ギドク）ナオ役
- 保安官/原題:보안관（2017年_監督:キム・ヒョンジュ）タケシ役
- 朴烈/原題:박열（2017年_監督:イ・ジュニク）日本人検事役
- Guest House/原題:게스트 하우스（2017年_監督:チョ・ソンギュ）鈴木役
- 隊長キム・チャンス（英語版）/原題:대장 김창수（2017年_監督:イ・ウォンテ）日本領事 渡辺役
- アウトレイジ 最終章（2017年_監督:北野武）高役
- ありえなさ過ぎる女 〜被告人よしえ〜 （2018年_監督:北村誠之）市川貴志役
- 湖底の空（2021年_監督:佐藤智也）浅見高志役
- 車線変更 -キューポラを見上げて-（2021年_監督:赤羽博）浅見高志役
- ハルビン/原題:하얼빈（2024年_監督:ウ・ミンホ）憲兵役

### ドラマ
- おかわり飯蔵 第1話（2007年_テレビ東京）ウェイター役
- 真実の手記 BC級戦犯 加藤哲太郎「私は貝になりたい」（2007年_日本テレビ系）憲兵役
- ユンゲル（「ガリレオ」の スピンオフ作品）（2008年_フジテレビ系）メイド喫茶ホール係役
- てやんでいBaby（2008年_WOWOW）今田タケオ役
- ムーンナイト90/문나이트90 （2011年_韓国 M-net）シュースケ役
- 女帝/여제（2011年_韓国 Echannel/E채널）ハヤト役
- その冬、風が吹く/그 겨울 바람이분다|그 겨울, 바람이 분다（2013年_韓国 SBS）ギャンブラー役
- 果てしない愛/끝없는 사랑（朝鮮語版）（2014年_韓国 SBS）ヒロキ役
- 手作りの味/손맛（2015年_韓国 FTV）ゴンペイ役
- 壬辰倭乱1592/임진왜란 1592（朝鮮語版）（2016年_韓国 KBS・中国 CCTV合作）脇坂安治役
- 深夜食堂 第34話（2016年_Netflix）
- 増山超能力師事務所 第8話（2017年_日本テレビ）ユンの秘書役
- ラブホ! 第2話（2017年_フジテレビTWO）瀬川隆也役
- 医心伝心〜脈あり!恋あり?〜 /명불허전（朝鮮語版）（2017年_韓国 tvN）沙也可 / 金忠善役
- 死の賛美 /사의 찬미（朝鮮語版）（2017年_韓国 tvN）日本人巡査役
- Pachinko（英語版） / （2022年_Apple TV+）/ 春樹役
- 京城クリーチャー /경성크리처（朝鮮語版）（2023年_ Netflix）日本人巡査役

### 舞台
- 「MUSASHI 〜若き日の武蔵〜」
- 「dear 〜ガラス越しの〜」
- 「TSUWAMONO」
- 「P.206」
- 「蓋虫」
- 「UNBORN」
- 「オープン・The・Show」 劇団・たいしゅう小説家企画ユニット COMEDY TRAIN 2号
- 「ラブホ！」イメツハイザーホリック/imetuhizerhoric
- 「『是近敦之企画』幕ヲ引カセヌハ紫煙二燻ル己ノ聖痕」

### テレビ
- ヨシモト∞（ヨシモトファンダンゴTV） - 土曜日:ADORIBU武道会（不定期）
- アブノーマル会談/비정상회담（朝鮮語版）（2014年_韓国 JTBC）ゲスト出演
- りえバラ/리에바라（2014年_韓国 CHW）ゲスト出演
- 今日の日本/오늘의 일본（2015年_韓国 CHW）レギュラー
- 英雄三国志/영웅삼국지（朝鮮語版）（2017年_韓国 TV朝鮮）レギュラー

### ラジオ
- 玄界灘に立つ虹/현해탄의 무지개（2020年_韓国 KBS ワールドラジオ日本語放送）水曜日、木曜日MC